# チョクトー

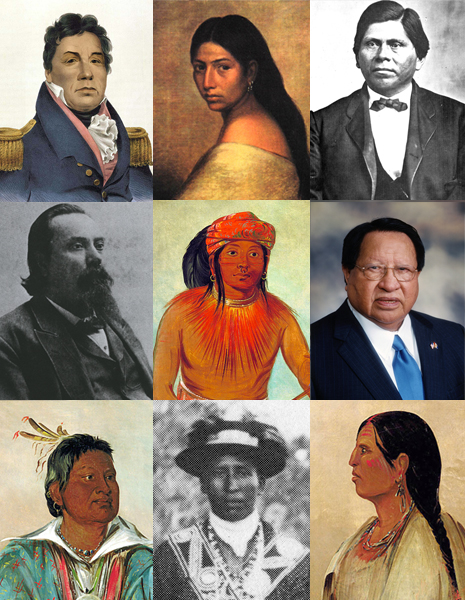
チョクトー

チョクトー (Choctaw) 族は、もともと米国南東部（ミシシッピ州、アラバマ州、ルイジアナ州）のインディアン部族である。マスコギ語族のチョクトー語を話す。

## 歴史
もともとアメリカ南東部のミシシッピ川河口域に住んでいた農耕民族である。19世紀初頭に、アメリカ政府は近隣の部族である、チェロキー族、チカソー族、ムスコギー族、セミノール族と併せ、彼らを武力によってインディアン準州（現：オクラホマ州）に強制移住させた。
近しいチカソー族とは度々戦いになり、1670年カロライナ植民地が創設された後、チカソーはイギリスから武器を購入し、チョクトーを襲って奴隷にして売った。対してチョクトーは
フランスから武器を購入したので、この習慣は止んだ。
オクラホマに強制移住させられた彼らは、白人の文化を積極的に採り入れ、「文明化五部族 (Five Civilized Tribes) 」と呼ばれた。チョクトー族は、ジャガイモ飢饉の間、飢饉の救援を提供したことによる寛大さでも有名である。
現在、このオクラホマに強制移住させられたチョクトーと、強制移住を拒否してミシシッピ州に残ったチョクトーとに、部族は二分されている。

## その他
オクラホマのデュラントに「デュラント・カジノ・リゾート」を設営し、盛況である。
2009年6月11日、オクラホマのチョクトー部族は、2003年にチェロキー族と争奪戦の末に425万ドルで買収した「ブルー・リボン競馬場」を売却すると発表した。チョクトー族スポークスマンのジュディ・アレンは「競馬場事業は部族と合わなかった。われわれの保留地外でなく、チョクトー国内の良好なビジネスに焦点を合わせる必要があるだろう」とコメントしている。